# Calentamiento óhmico
El calentamiento óhmico es un proceso que consiste en hacer pasar una corriente alterna a través de un cuerpo, que actúa como una resistencia eléctrica, generando calor dentro del mismo. Este tipo de procesamiento tiene diversos usos, entre los cuales está el reemplazar el escaldado, esterilización y muchos otros procesos térmicos para tratar los alimentos.